# Teología india
La teología india es una corriente teológica que tiene expresiones interreligiosas y ecuménicas e instancias organizativas en varias iglesias, que se caracteriza por recuperar el pensamiento y las creencias religiosas milenarias de los pueblos originarios de América, perseguidas y reprimidas, para relacionarlas con las teologías y creencias religiosas actuales. Como corriente teológica con identidad propia aparece a comienzos de la década de 1990 muy vinculada con los movimientos de crítica y protesta contra los eventos de celebración del 500.º aniversario  de la llegada de Cristóbal Colón a América. La teología india se relaciona con las pastorales indígenas que tienen varias iglesias y movimientos religiosos. Varios de sus integrantes consideran a la teología india como vertiente más o menos autónoma de la teología de la liberación. Quizá el antecedente más primitivo se trate de la Rebelión de Los Zendales de 1712, en la que, arropados dentro de su interpretación del cristianismo, los indígenas combatieron al gobierno virreinal español.